# Гранд, Йенс
Йенс Гранд (нем. Jens Grand, Johann Grant, Jonas Fursat (Feuersaat) Grand; 1260 — 30 мая 1327, Авиньон) — датский политик и церковный деятель; пробст в домской церкви в Роскилле; в разное время занимал должности архиепископа Бремена, Риги и Лунда.

## Происхождение
Йенс Гранд происходил из дворянской датской семьи, которая была связана с архиепископом Лунда Якобом Эрландсеном и влиятельным датским дворянским родом Хвиде. С детства он наблюдал борьбу его дяди Якоба Эрландсена с датской короной, которая повлекла его арест и другие репрессии. Некоторые его родственники из этой знатной фамилии запятнали себя совершением тяжкого преступления: в 1286 году в результате заговора, который возглавил авторитетный в стране маршал Стиго Андерсен Хвиде, ими был убит датский король Эрик V Клиппинг. По непроверенной легенде, монарх якобы соблазнил супругу Стиго, когда тот отправился в военный поход, что и стало причиной для жестокой мести. В дальнейшем этот факт стал одним из глубинных поводов многолетней вражды, которую испытывали друг к другу Йенс Гранд и сын и наследник убитого монарха Эрик VI Менвед.

## Образование, назначение в Лунд
Гранд получил образование в Роскилле при домской школе и затем обучался на более высоком уровне в Париже. После окончания Парижского университета он получил звание доктора канонического права. В 1280 году он приобрёл пребенду в качестве каноника в соборе в Роскилле и встал в оппозицию к королевскому дому. Точно неизвестно, принимал ли он непосредственное или опосредованное участие в убийстве короля, но после кровопролития он осознал, что против него могут быть выдвинуты подозрения в причастии. В 1288 году он вверил большую часть своего имущества пребенде Роскилльского собора при условии, что он сможет получить поместье от церкви при жизни. Вероятно, это его пожертвование из 12 пребендариев, которое вскоре подтвердил папа Николай IV, стало определённой компенсацией для отпущения того греха, но это лишь версия. Однако в 1289 году ситуация изменилась: скончался архиепископ Лунда Иоханн Дрос и Йенс Гранд был назначен на эту должность несмотря на сопротивление вдовствующей королевы Агнессы Бранденбургской. Также Эрик Менвед оказал жестокое противодействие на Святом престоле, но папа Николай подтвердил назначение Йенса на эту должность в 1290 году. Он возглавлял лундскую епархию до 1302 года. Надо отметить, что архиепископ Лунда считался самым авторитетным и влиятельным среди всех архиепископов Скандинавии.

## Оппозиция королю, плен
Йенс Гранд во время своего епископата придерживался самостоятельной церковной политики, зачастую демонстративно не считаясь с интересами королевской власти. Он был сторонником независимой церкви без каких-либо обязательств перед государством или короной. Король Эрик стремился не допустить ущемления светского влияния в церковных делах, но Гранд и его окружение всеми силами пытались противостоять партии монарха. Особым фактором, который усугублял неприязнь короля к архиепископу, было то, что он принадлежал к мятежному дворянскому роду Хвиде, что делало Йенса Гранда опасным и неудобным политическим противником. Постоянно муссировались слухи о контактах Йенса с Марском Стиго и другими заговорщиками, некогда покусившимися на отца монарха. В итоге, после некоторых вызывающих поступков архиепископа, Эрик Менвед и его брат Кристофер (будущий король Дании Кристофер II) приняли решение заключить Йенса Гранда под стражу 9 апреля 1294 года его выманили из дома и захватили, после чего отконвоировали в замок Зеборг, который располагался на севере главного датского острова Зеландия. Вместе с ним был арестован пробст Якоб Ланге.

## Освобождение, тяжба
Есть сведения, что его содержали закованным цепи в мрачном холодном подземелье в невыносимых условиях, по отношению к нему часто применялись самые различные пытки и издевательства. Папа Целестин V выразил решительный протест по поводу незаконного пленения Гранда. В начале 1295 года Ланге удалось бежать из плена (он содержался отдельно от Гранда, в замке Калуннборг), после чего он бежал в Рим за покровительством, умоляя папу Бонифация повлиять на освобождение узника. После полутора лет лишения свободы самому Гранду 14 декабря 1295 года удалось вырваться из тщательно охраняемого места заключения и укрыться в Борнхольме, где он из своего родового замка Хаммерсхус обратился к папе Бонифацию VIII с прошением о помощи и поддержке. В это время раздосадованный Эрик решил отомстить и приказал подвергнуть разграблению родовые имения семьи Гранда и его сторонников. Понтифик воспринял жалобу всерьёз, издал официальный интердикт и наложил на короля Эрика отлучение от церкви в 1297 году, также повелев уплатить Йенсу Гранду 49 тысяч марок серебра, однако датского правителя эта мера особо не впечатлила. Кризис в отношениях между Данией и римско-католической церковью длился примерно до 1302 года. Для посредничества в усмирении враждующих сторон в Данию в 1295 году и в 1298 году был послан папский капеллан и член коллегии аудиторов Изарнус Фонтиано, однако на тот момент ему не удалось добиться существенного успеха в урегулировании противостояния. Король Эрик в 1299 году нехотя согласился на уплату штрафа товарами и также пошёл на некоторые территориальные уступки, но ещё некоторое время между сторонами происходили трения. В 1300 году сам Йенс Гранд явился в Рим и подал жалобу на датского монарха, но после его неосторожных резких заявлений и непомерных требований папа Бонифаций стал больше склоняться к компромиссу. К тому же Эрик, стремясь оправдаться, объявил его в нелояльном поведении и в государственной измене. Дело Гранда длилось до 1302 года и являлось серьёзной проблемой для Дании и на внешнеполитическом уровне. Несгибаемая позиция короля Эрика Менведа и части влиятельных церковников ослабили позиции Гранда в папском суде. Папа снизил сумму штрафа до 10 000 марок. К 1303 году доверенное лицо папы Изарнус снова выступил с предложением о заключении мира, которое принесло разочарование Йенсу Гранду, не получившему ожидаемой денежной компенсации. Позже, в 1304 году Эрик VI дал согласие выплатить лишь 4000 марок, но только для того, чтобы преемник Бонифация Бенедикт XI снял с него отлучение. Платежи датских жителей на нужды церкви оставались довольно низкими, а сам архиепископ Гранд впал в папскую немилость и был снят с должности архиепископа Лунда и отправлен в неспокойное место, получив в свой распоряжение архиепархию Риги. 3 января 1303 года Бонифаций решил поменять местами Изарнуса Фонтиано и Йенса Гранда, отдав последнему Ригу и земли Ливонии, а Изарнуса отправив в Лунд. Гранд вынужден был уехать из Лунда и прибыть в Ливонию, которая уже восемь лет была объята гражданской войной. Предложенное ему рижское архиепископство и епархия, раздираемая конфликтами, не устраивало Гранда по богатству, масштабам и значимости. Фактически никакого участия в делах рижской архиепархии он не принимал. Гранд прибыл в Париж, где провёл весь следующий год. В Париже Гранд передал 2400 ливров из суммы компенсации от Эрика VI аббатству Сен-Дени в качестве кредита на использование богатых пахотных земель с условием, что будет получать от аббатства годовую ренту размером в 400 ливров.

## Назначение в Бремен
В 1310 папа Климент V, лично знавший Гранда, назначил его архиепископом Бремена. Из-за того, что в Бременской архиепархии должность иерарха долгое время оставалась вакантной, область была ввергнута в хаос противостояния между группировками, ожесточённо конкурировавшими за власть. К тому же ранее здесь наблюдались вопиющие нарушения на архиепископском престоле. В итоге состояние sede vacantum было прервано назначением Йенса Гранда, у которого сразу возникли сложности в отношениях с канониками, поскольку он не был избран капитулом, а был назначен папой со стороны. Помимо всего прочего, замок Бремерфёрде (в одноименном городе), который должен был стать резиденцией новоприбывшего архиепископа, оставался занятым войсками влиятельного нижнесаксонского рыцаря-разбойника Хейнриха фон Борха (или Хейнриха IV, известного под прозвищем Eiserner Heinrich: «Железный Генрих»), не желавшего сдавать свои полномочия. Долгое время замок служил резиденцией центральной администрации епископских владений, но в связи с противостоянием на рубеже XIII—XIV столетий его занимали светские правители, боровшиеся с церковной властью за распределение денежных средств и территориальных угодий. У Гранда на этой должности возникло много трудностей. Городской совет Бремена самовольно узурпировал полномочия заместителя архиепископа, не считаясь с волей иерарха. Многие местные бюргеры выкупали земельные участки в пригородах, вытесняя рыцарские семьи за пределы Бремена. Такая политика магистрата привела к тому, что владения города вскоре простёрлись над обширной сельской территории. Магистрат получал от этого большие доходы и единолично назначал судей для контроля над дренажем и сельхозработами. Различные магнаты, а также светские и религиозные лица (например, настоятели монастырей, члены магистратов городов) дерзко отчуждали доходы архиепископа Гранда. Рыцари и министериалы выступили против финансовой политики архиепископа. Опасный дворянин-пират Мартин фон дер Худе фактически терроризировал область между реками Везер и Осте, а тот самый Генрих фон Борх, дворянский предводитель бандитской группировки, контролировал область на востоке до реки Эльба. В это время Йенсу Гранду пришлось выполнять ещё и функции арбитра в решении вопросов между Рижской архиепархией и Ливонским орденом.

## Новый конфликт, судебный процесс
В итоге Йенс Гранд посредством эффективных мер смог установить состояние мира и порядка в архиепархии. В целях консолидации клерикальной финансовой системы он поднял на 10 % налоги на все доходы, которые получало местное духовенство. Тем не менее сопротивление со стороны бременских светских правителей продолжалось, но архиепископ Йенс Гранд, будучи достаточно упрямым, предпочитал не обращать внимание на законные возражения противников, игнорировал их выпады и не принимал должных мер. Вместо попыток проведения с ними переговоров и заключения компромисса, Йенс Гранд назначил им различные наказания и затем вовсе отлучил своих оппонентов от церкви. Такая близорукая политика спровоцировала выступления местных феодалов. В 1314 году в Бремене против Гранда сформировалась объединённая коалиция, в которую вошли граф Гойя, граф Ольденбургский и граф Дипхольц. На него поступали многочисленные жалобы, связанные с повышением налогов и неудержимой жаждой власти. Дело дошло до судебного процесса, на котором итоговое решение было принято не в пользу Гранда, потерпевшего поражение. Все меры наказания, предпринятые им в отношении светских феодалов, были признаны недействительными, а все отлучения сняты. Гранд вынужден был бежать, спасаясь от истцов, но во время своих скитаний он нигде не находил доброжелательного приёма. Дважды он был заключён в тюрьму, а однажды, в Восточной Фрисландии, его публично избила некая женщина.
Бременский домский собор в итоге освободил Йенса Гранда от занимаемой должности под надуманным предлогом его душевной болезни в 1316 году. Вместо не любимого феодалами Гранда на должность администратора архиепархии был назначен Иоганн I, старший сын герцога Брауншвейг-Люнебургского. Однако Йенс Гранд не терял надежды вернуть утраченное архиепископство. С этой целью Гранд переехал в Авиньон, отдавшись на попечение суда курии, но там столкнулся с начатым против него процессом об увольнении с должности. Этот процесс, по всей видимости, был инспирирован его недоброжелателями из Бремена. Пока Гранд ждал решения курии, архиепархия страдала от безвластия и разброда; по всей местности свирепствовали разбойничьи шайки, которые чинили произвол, а награбленные деньги отправлялись в казну местных феодалов, оказывавшим покровительство разбойникам. Таким образом, Бременская архиепархия стала пристанищем для бандитов и авантюристов, а простой люд, равно как и некоторые дворяне и представители духовенства желали возвращения Йенса Гранда, который мог навести порядок на своей территории. Судебное дело затянулось в связи с кризисом в Авиньоне, когда из-за длительных разногласий между французскими и итальянскими кардиналами в 1316 году и беспрецедентно скандального конклава очень долго не удавалось избрать нового понтифика.
Только в 1322 году папа Иоанн XXII принял решение по поводу «дела Йенса Гранда». Его вердикт оказался компромиссным: увольнение Йенса Гранда следовало признать недействительным, но в то же время назначение Иоганна I администратором бременской архиепархии было оставлено в силе. Скорее всего, решение было принято Жаком д`Юэзом под влиянием взятки. Йенс Гранд не смог вернуться в архиепархию ввиду активного сопротивления городских властей Бремена и противодействия главы Бременского домского собора, но некоторые его служебные обязанности были переданы местным викариям, которые до этого вообще были бесправными. Йенс Гранд остался в Авиньоне, в окружении папы Иоанна, где и умер в 1327 году.